# Calasellus longus
Calasellus longus är en kräftdjursart som beskrevs av Bowman 1981. Calasellus longus ingår i släktet Calasellus och familjen sötvattensgråsuggor. Inga underarter finns listade i Catalogue of Life.